# 貝爾塞斯公園
貝爾塞斯公園（Belsize Park）是英格蘭倫敦西北部的一個地區，屬於康登倫敦自治市。貝爾塞斯公園位於查令十字西北3.4英里（5.5），有一個北線車站。在國會選區上，貝爾塞斯公園屬於漢普斯德和基爾伯恩。貝爾塞斯這個地名來自法語bel assis，意為好地方。這裡曾是一個莊園。

## 外部連結
- History of the Belsize estate（页面存档备份，存于）
- Belsize conservation area statement (2003), London Borough of Camden
- Belsize Park World War II deep shelter （页面存档备份，存于）
- Belsize Residents Association （页面存档备份，存于）
- Belsize Park Rugby Club（页面存档备份，存于）